# Kirschgartshausen

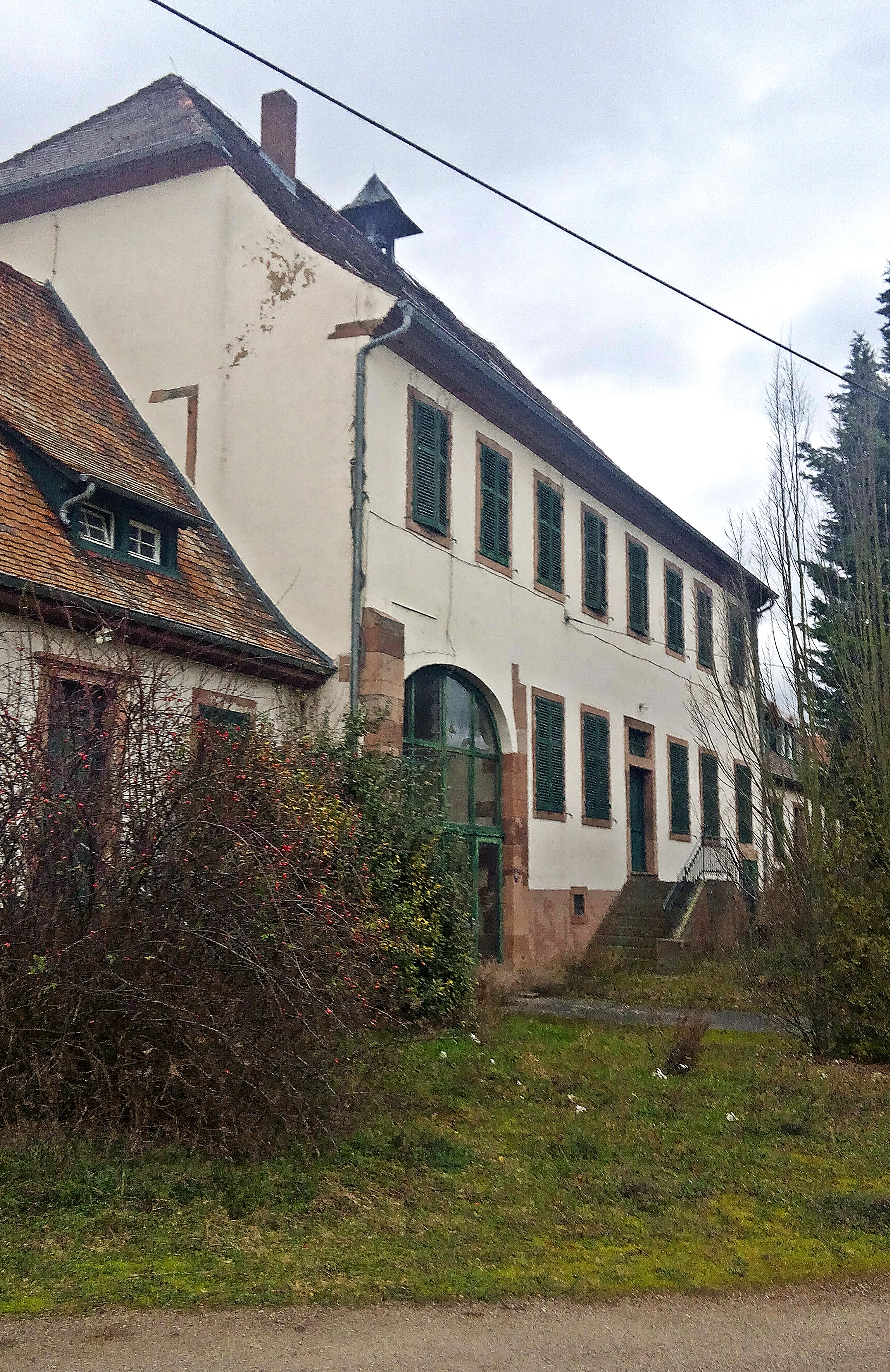
Kirschgartshausen, Herrenhaus Front

Kirschgartshausen ist ein zu Mannheim-Sandhofen gehörender Weiler, dessen Namen sich vom Kloster Kirschgarten in Worms herleitet. Kirschgartshausen liegt im äußersten Nordwesten Baden-Württembergs: Die Grenze zu Rheinland-Pfalz befindet sich zwei Kilometer westlich, die Grenze zu Hessen nur wenige Hundert Meter nördlich bzw. nordwestlich.

## Lage
Kirschgartshausen umfasst etwa ein Dutzend zerstreut liegende Gebäude (darunter auch Scheunen bzw. Ställe) und befindet sich westlich neben der B 44, zwischen Mannheim-Sandhofen und Lampertheim.

## Geschichte

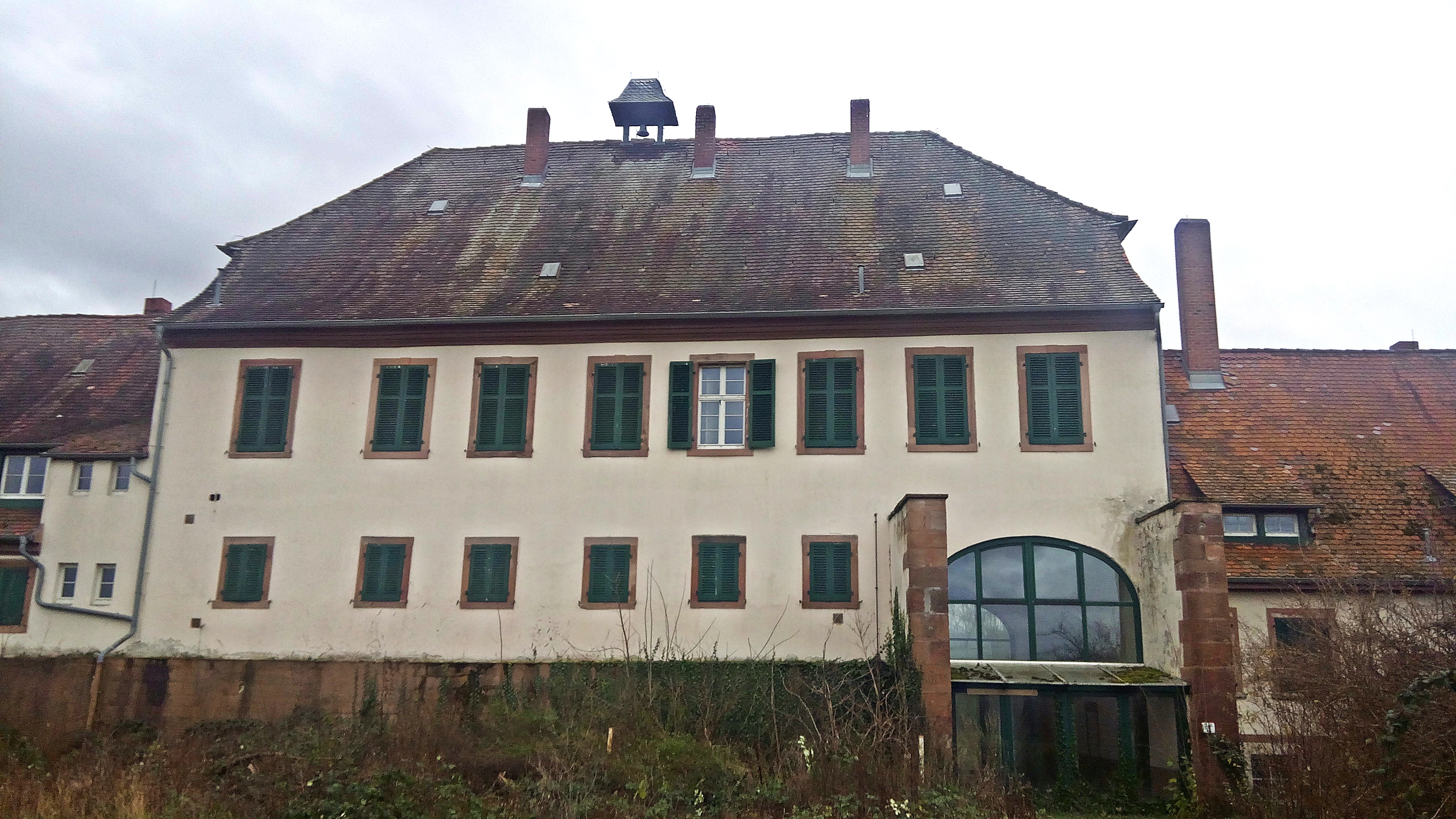
Herrenhaus, Rückseite

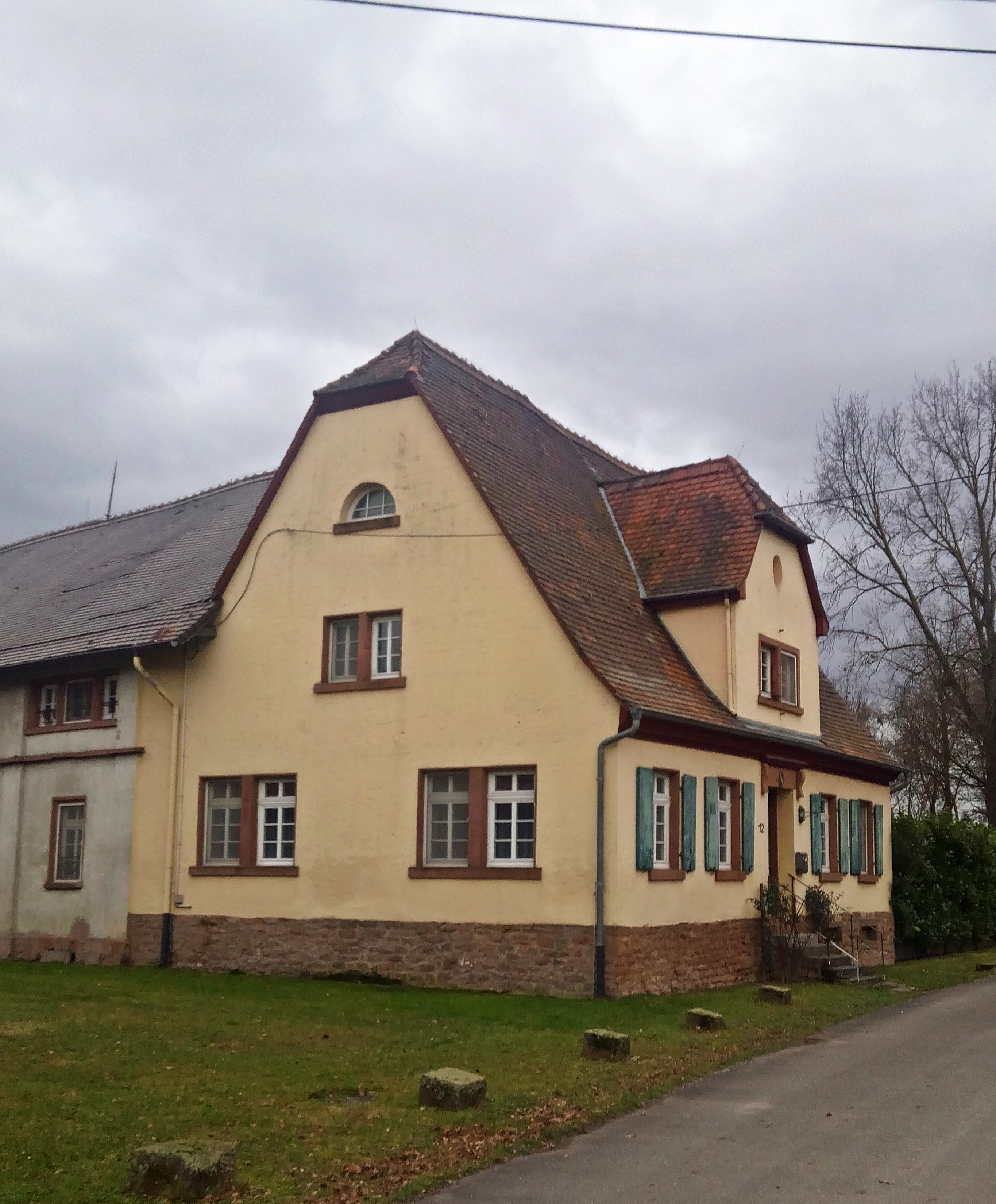
Verwaltungsgebäude (Haus Nr. 12); bezeichnet 1827

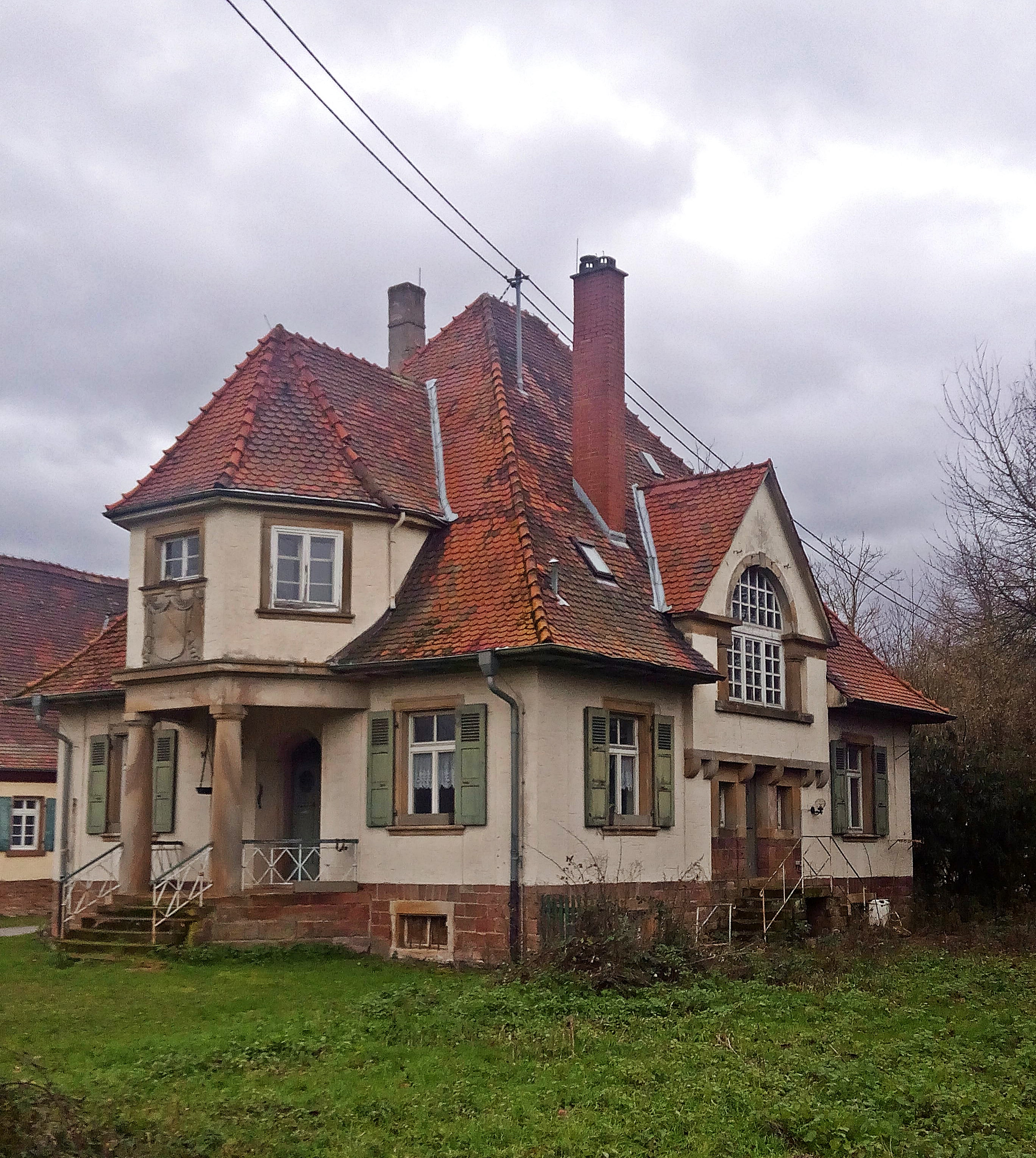
Verwaltervilla 1909 (Haus Nr. 14)

Kirschgartshausen wird 1272 unter der Bezeichnung „Husen“ erstmals urkundlich erwähnt, als Eberhard von Ehrenberg dem Kloster Schönau seine dortigen Weiden überließ. Der Wittelsbacher Pfalzgraf bei Rhein besaß hier eine Meierei und dem Hochstift Worms gehörte ebenfalls ein Landgut, das zur Burggrafschaft Worms zählte. Dieses hatten die Grafen von Zweibrücken zu Lehen und als Afterlehen den Herren von Ehrenberg übertragen. Die Letztgenannten übertrugen im Jahr 1274 ihren Lehensbesitz in „Husen“ den Zisterzienserinnen des Klosters Kirschgarten, 1275 auch die Vogtei mit Gericht und allem Zubehör. Das Kloster wurde damit der größte Grundbesitzer am Ort, der später den Namen „Kirschgartshausen“ führte. 1277 ist zum ersten Mal die dortige Kapelle St. Gangolf genannt, die dem Cyriakusstift in Worms-Neuhausen unterstand, von der es aber heute keine Reste mehr gibt.
1422 verkaufte das (nahezu ausgestorbene) Kloster Kirschgarten seine Besitzungen zu Kirschgartshausen an Kurfürst Ludwig III. von der Pfalz, der sie mit seinem Hofgut vereinigte und den Ort befestigen sowie mit Gräben umgeben ließ. Durch Zukäufe kleinerer Ländereien und Rechte wurde die Kurpfalz bis 1508 alleiniger Besitzer und musste auch die Kapelle bzw. die Seelsorge unterhalten. Kirschgartshausen war nun kurpfälzisches Tafelgut und Kurfürst Karl II. übertrug es 1684 seinem Oberststallmeister und Gouverneur von Frankenthal Graf Karl Ludwig zu Sayn-Wittgenstein († 1699), der sich von da an mit Namenszusatz „Herr zu Kirschgartshausen“ nannte. Von dieser Familie fiel der Flecken 1768 an die Kurpfalz zurück. Die Sayn-Wittgensteiner hatten dort vornehmlich Mennoniten angesiedelt, dazu gehörte als zeitweiliger Gutspächter u. a. auch Ulrich Möllinger, der Großvater des pfälzischen Agrarreformers David Möllinger.
1803 ging Kirschgartshausen (zusammen mit Mannheim) von der Kurpfalz an das Kurfürstentum Baden über. Als letzte badische Siedlung vor der hessischen Landesgrenze entstand dort eine Wehrzollstation. Kurfürst Karl Friedrich von Baden übergab das Landgut 1804 als Staatsdomäne und Hausfideikommiss-Bestandteil an seine damals noch unebenbürtigen Söhne, die Grafen von Hochberg, welche man 1818 als erbberechtigte Prinzen des Hauses Baden anerkannte. 1919 fiel die Staatsdomäne Kirschgartshausen an die Republik Baden, zuletzt an das Land Baden-Württemberg.
Unter der Kurpfalz zählte der Ort verwaltungstechnisch zum Oberamt Heidelberg, in badischer Zeit zum Bezirksamt Ladenburg, ab 1864 zum Bezirksamt Mannheim. Im Oktober 1930 erfolgte die Eingemeindung in die Stadt Mannheim. Damals bestand die Einwohnerschaft aus 9 ansässigen Familien und ca. 100 landwirtschaftlichen Saisonarbeitern. Etwa 1/3 der Feldflächen waren mit Kartoffeln und Zuckerrüben bestellt, der Rest mit Roggen, Weizen, Gerste und Hafer.

## Baubestand
Die von Süd nach Nord, parallel zur B 44 verlaufende Dorfstraße führt direkt auf das zentral gelegene Herrenhaus zu. Es ist das bedeutendste Anwesen und diente zuletzt als Ausflugslokal. Heute ist es – wie die meisten dortigen Gebäude – unbewohnt und verwahrlost. Es handelt sich um einen schlossartigen, zweigeschossigen Bau aus dem 18. Jahrhundert, im Kern wohl noch mittelalterlich. Er erstreckt sich in Ost-West-Richtung, trägt ein Krüppelwalmdach mit Dachreiter, hat 8 Fensterachsen und auf jeder Seite einen niedrigeren Anbau. Vor der Hausfront sitzt eine zweiseitige Freitreppe. Westlich hat das Herrenhaus eine Durchfahrt an der noch mittelalterliches Mauerwerk zu erkennen ist. Der Türsturz im linken Anbau ist beschriftet mit: 19 · MAXIMILIAN PRINZ U. MARKGRAF ZU BADEN · 11.
Fährt man auf der Dorfstraße von Süden kommend auf das Herrenhaus zu, befindet sich östlich (rechts), mit Front zur Straße, ein großer Putzbau, mit klassizistischem Sandstein-Türgewände, welches das Badische Staatswappen trägt und die Bezeichnung „1827“. Es dürfte sich dabei um die ehemalige Verwaltung handeln (Haus Nr. 12). Die wappengeschmückte Jahreszahl 1827 deutet darauf hin, dass das Haus als Amtssitz des in diesem Jahr erstmals bestellten Stabhalters (Ortsvorstehers) diente und nach der 1828 beabsichtigten Gründung einer eigenen Ortsgemeinde wohl auch das Rathaus sein sollte.
Schräg gegenüber liegt eine repräsentative Jugendstilvilla, mit großem Badischen Steinwappen über der Tür und der Inschrift: 19 · ERBAUT UNTER MAXIMILIAN PRINZ UND MARKGRAF VON BADEN · 09. Es war das Wohnhaus des Domänenverwalters (Haus Nr. 14) und die Bauinschrift bezieht sich – ebenso wie am Herrenhaus – auf den letzten kaiserlichen Reichskanzler Prinz Max von Baden.
Westlich, ein gutes Stück abseits des Dorfweges, befindet sich eine große Scheune, in deren nördliche Giebelwand ein badischer Wappenstein mit der Jahreszahl 1836 eingelassen ist. Daneben steht ein schmuckloses, großes Wohnhaus (Haus Nr. 16), dessen Türsturz neben dem Badischen Wappen folgende Inschrift trägt: LW und M MARKGRAFEN zu BADEN 1822. Hierbei handelt es sich um die Prinzenbrüder Ludwig Wilhelm von Baden und Maximilian von Baden.

## Heutige Nutzung
Das Gelände beherbergt heute drei Hauptnutzer. Der Zuckerproduzent Südzucker betreibt auf einem Teil des Geländes seit 1862 eine Versuchsanstalt, in der die Schwerpunktthemen alternativer Pflanzenschutz, Biodiversität und Digitalisierung der Landwirtschaft erforscht werden. Das Land Baden-Württemberg nutzt einige der Scheunen als Lager. Unter anderem werden dort Sandstein-Bauteile historischer Gebäude wie des Heidelberger Schloss  verwahrt. Im Mai 2021 übernahm der Dietrich-Bonhoeffer-Verein für christliche Pädagogik Mannheim im Rahmen einer Erbpacht das Gelände und die restlichen Gebäude vom Land.
Der Verein möchte auf dem Gelände die im September 2020 gegründete Dietrich-Bonhoeffer-Grundschule ansiedeln. Mit der Schule als zentralem Baustein möchte der Verein das Hofgut zu drei Hauptzwecken nutzen, die alle im Einklang mit der Vermittlung seines christlichen Werteverständnisses stehen: Das Schaffen von innovativen Bildungsangeboten, die Sensibilisierung für das Thema Nachhaltigkeit durch einen nachhaltigen Betrieb des Hofguts sowie offenes Engagement gegen Antisemitismus und Ausgrenzung jeglicher Art.

## Galerie

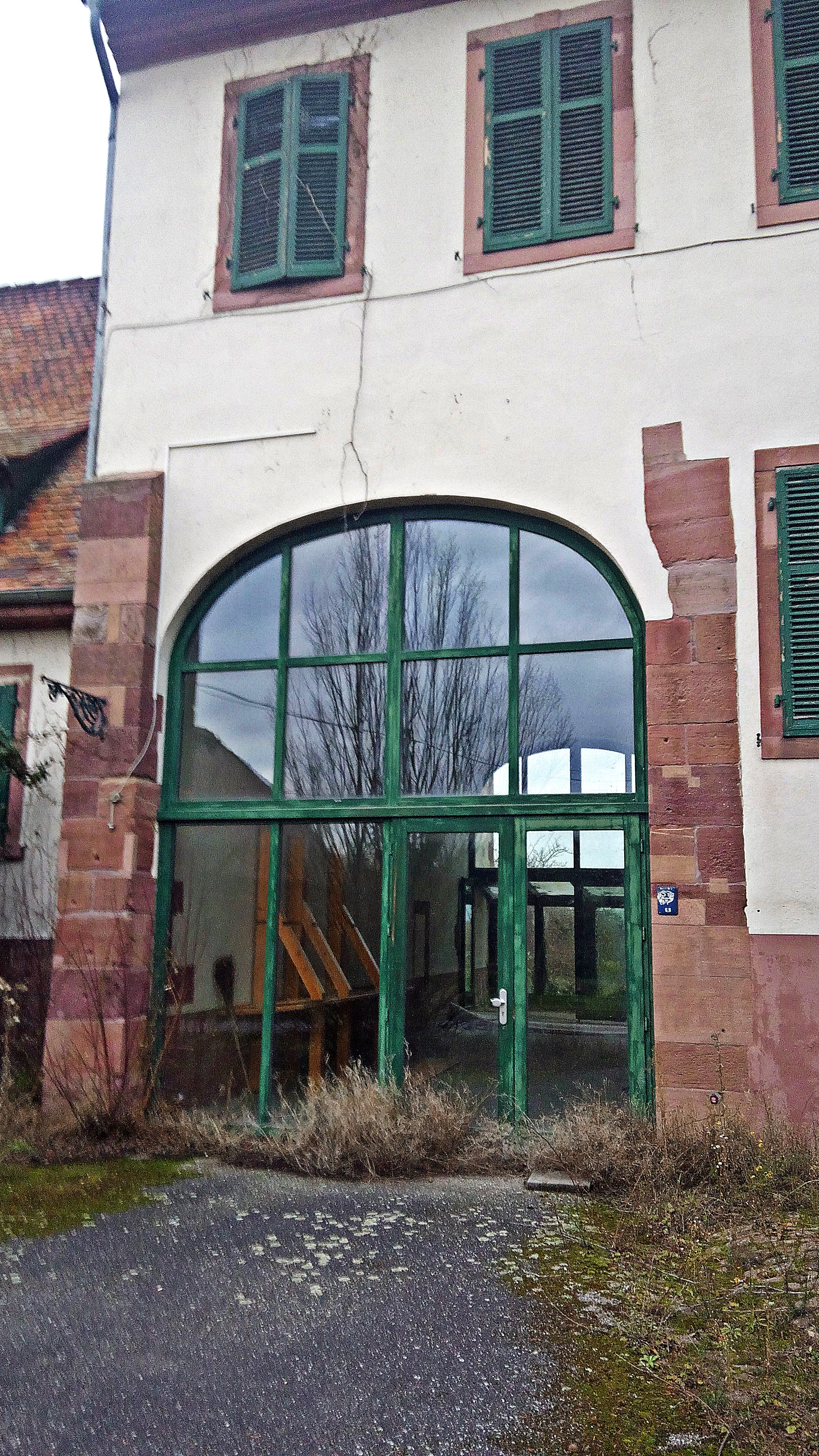
Durchfahrt Herrenhaus Südseite, mit mittelalterlichen Mauerwerksresten
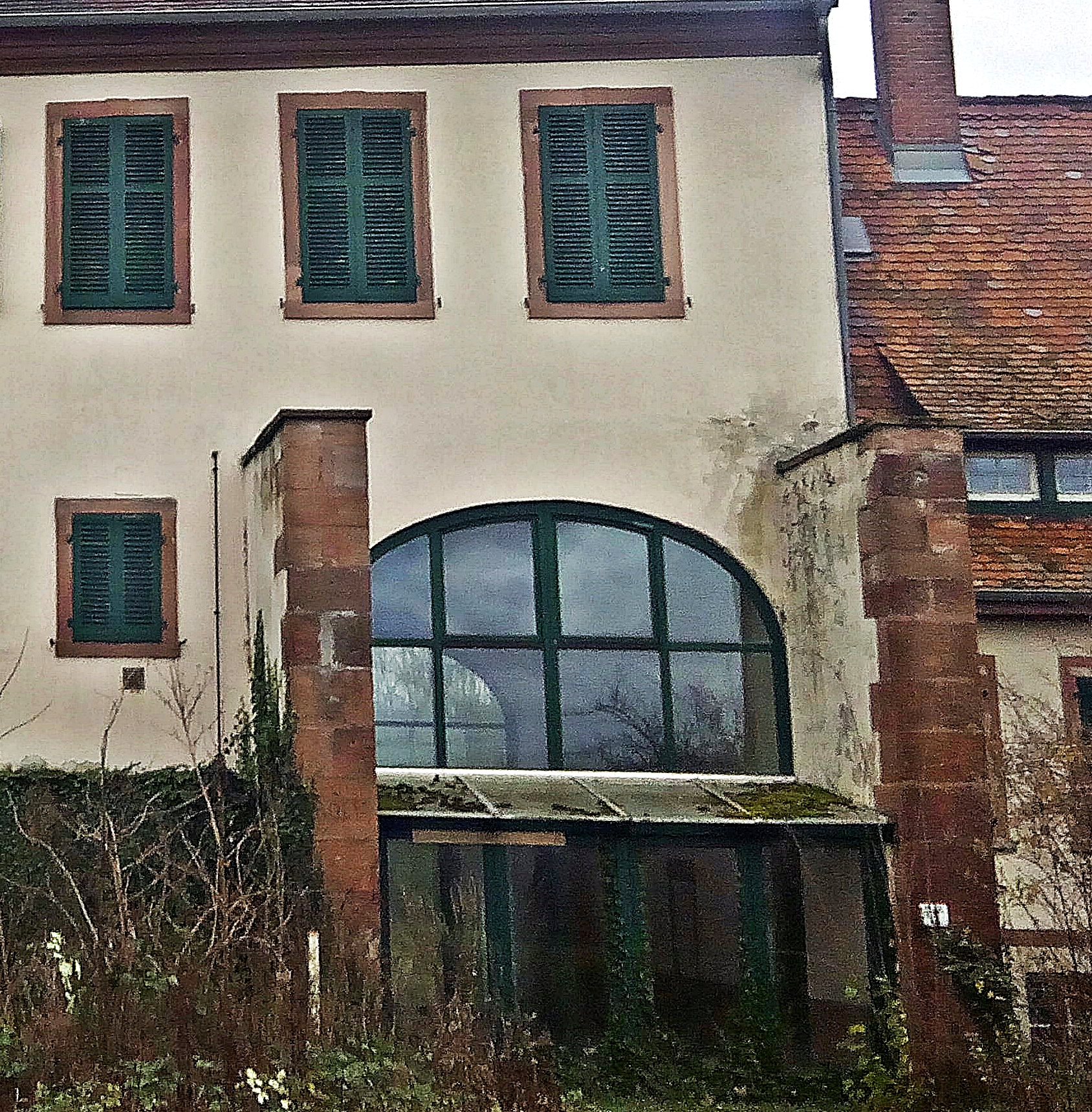
Durchfahrt Herrenhaus Nordseite, mit mittelalterlichen Mauerwerksresten
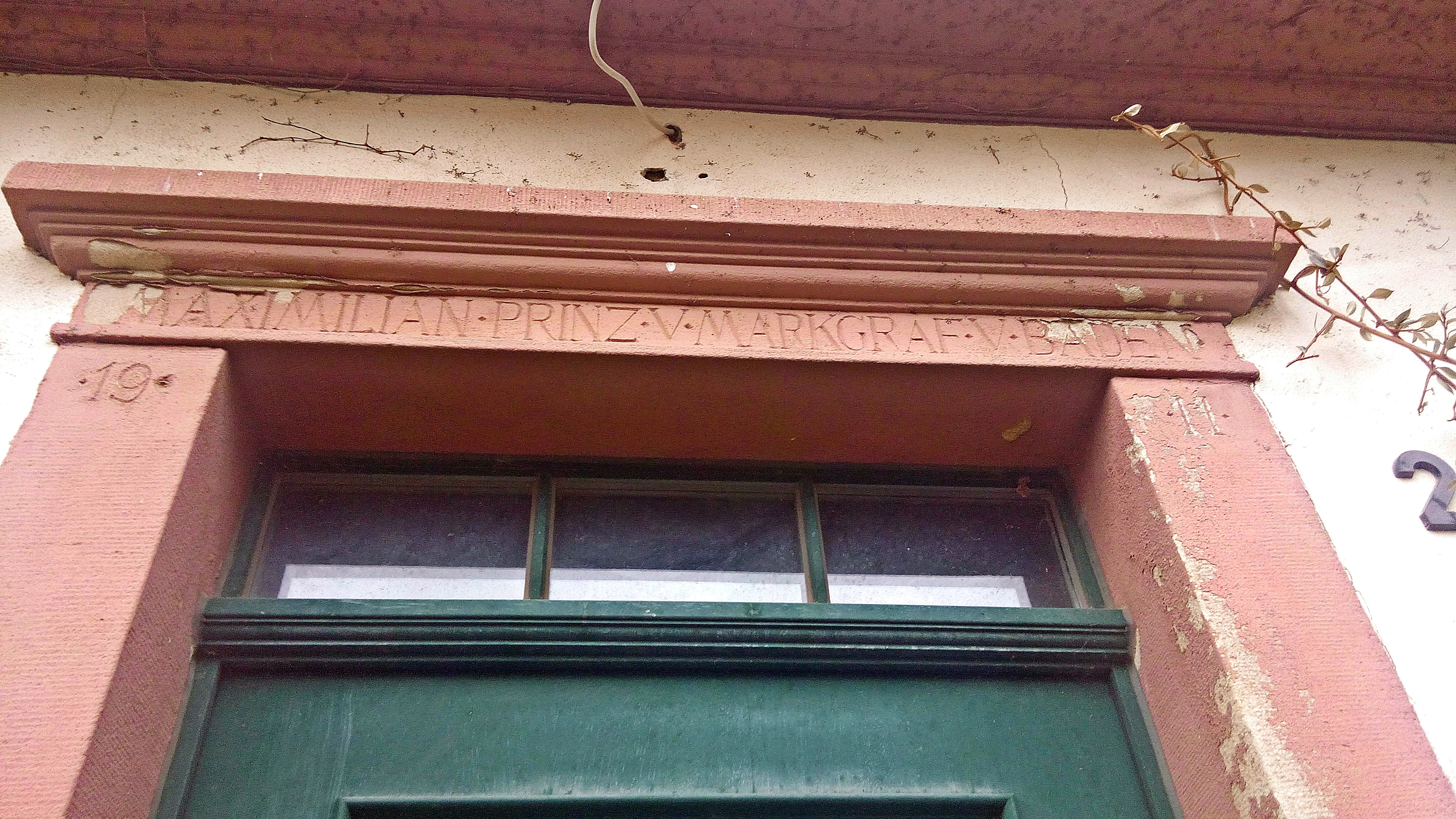
Inschriftstein am linken Seitenflügel des Herrenhauses, bezeichnet 1911
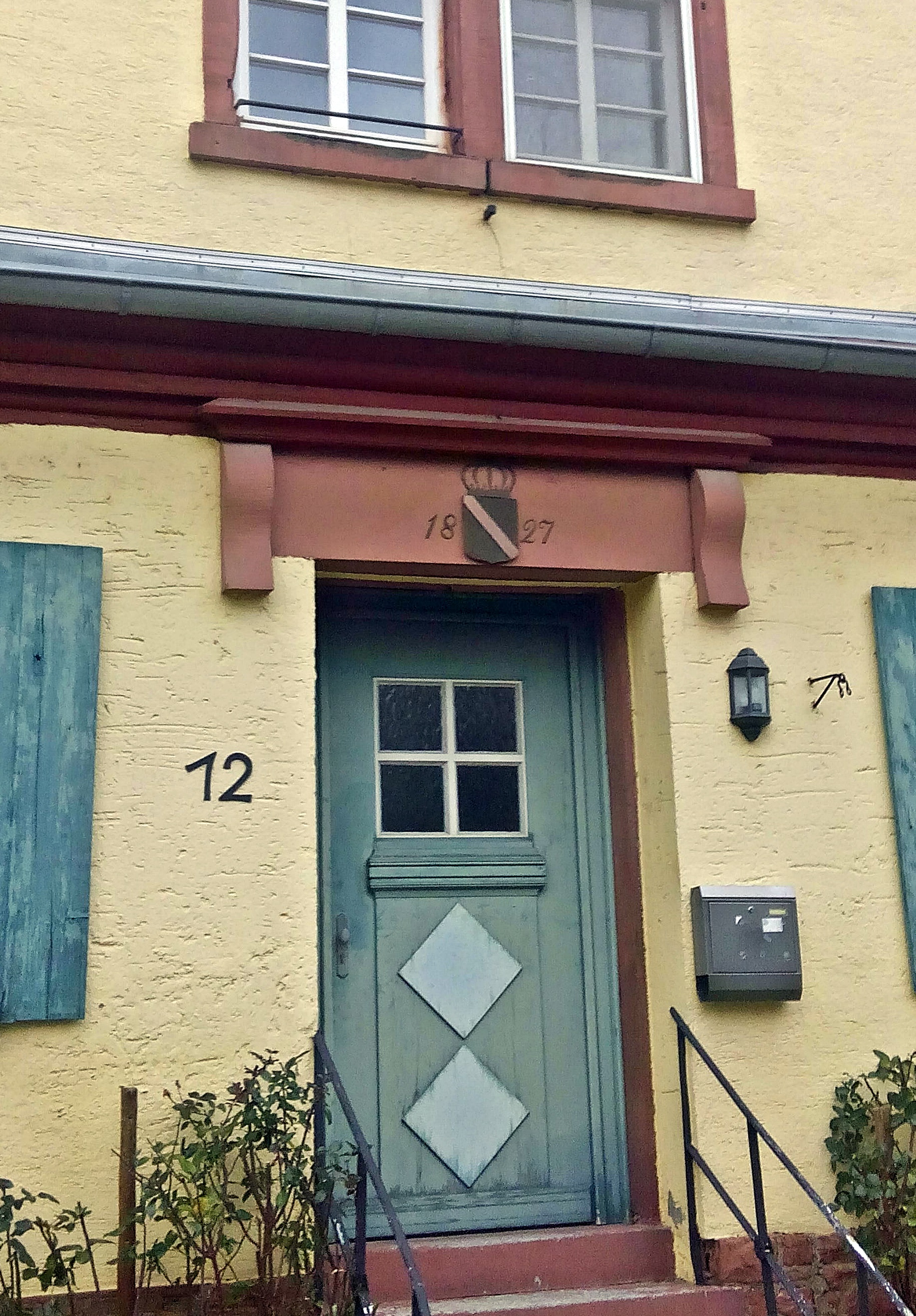
Wappenstein an Haus Nr. 12, bezeichnet 1827
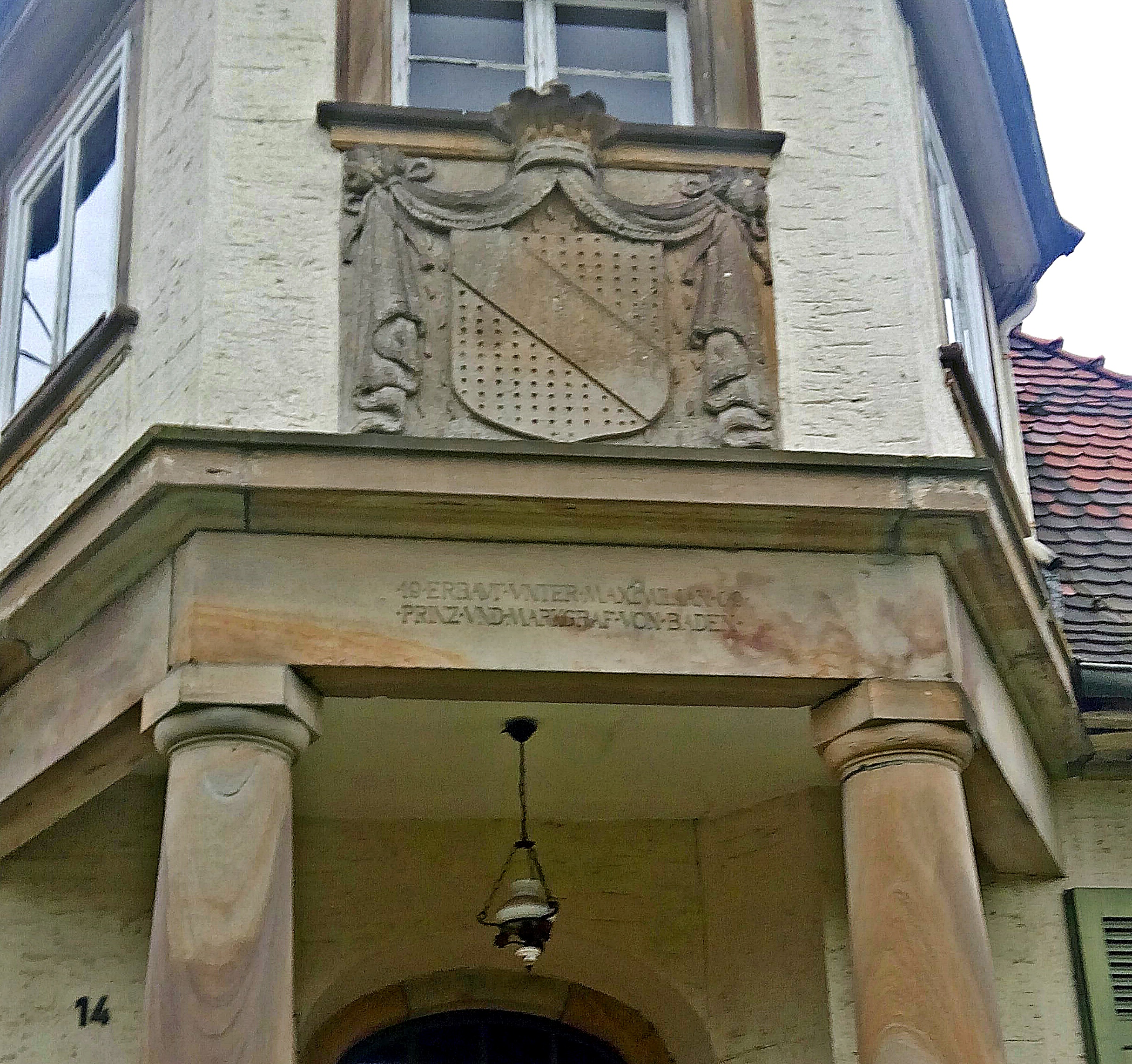
Wappenstein und Inschrift an Haus Nr. 14, bezeichnet 1909
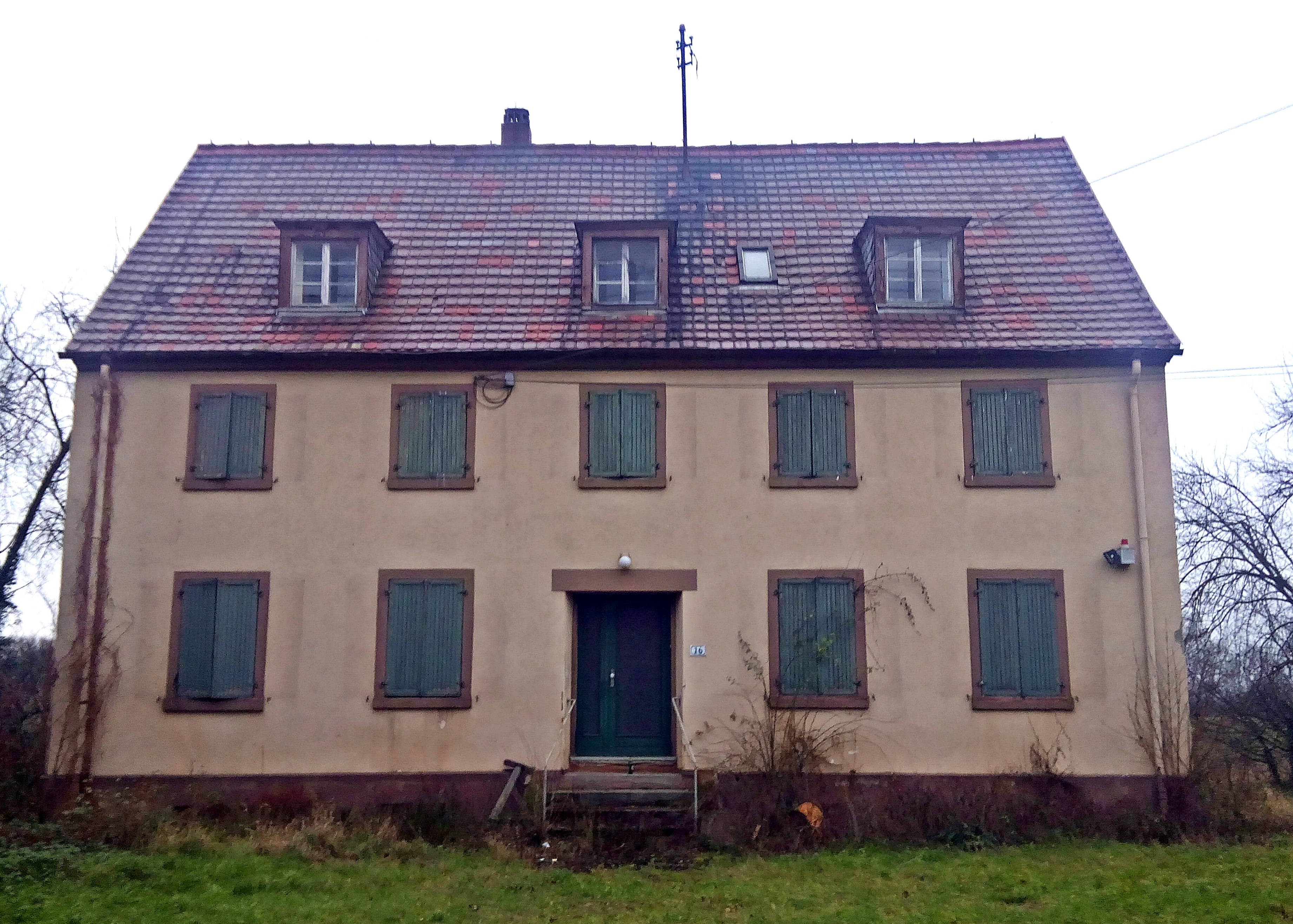
Haus Nr. 16, bezeichnet 1822
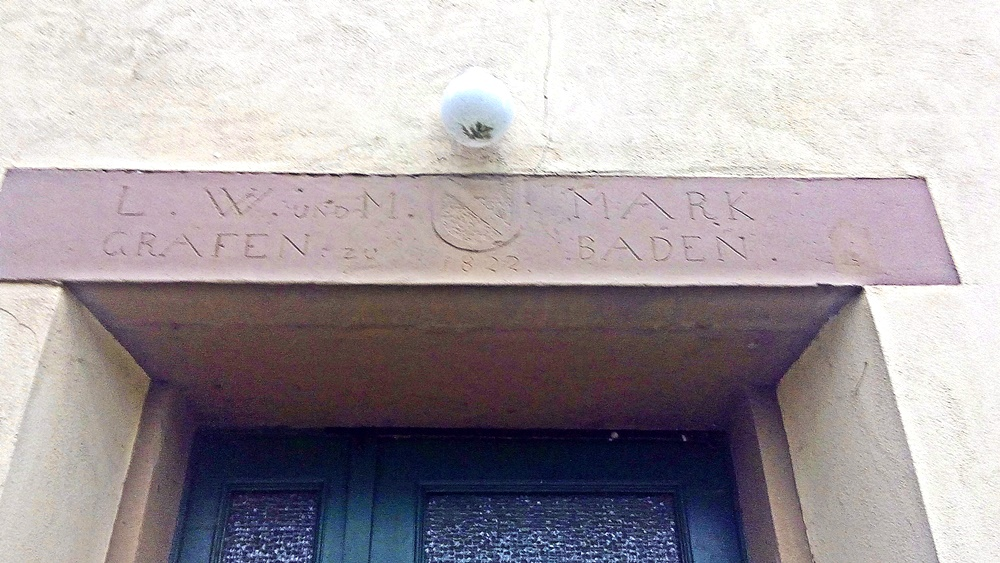
Wappen- und Inschriftstein an Haus Nr. 16, 1822
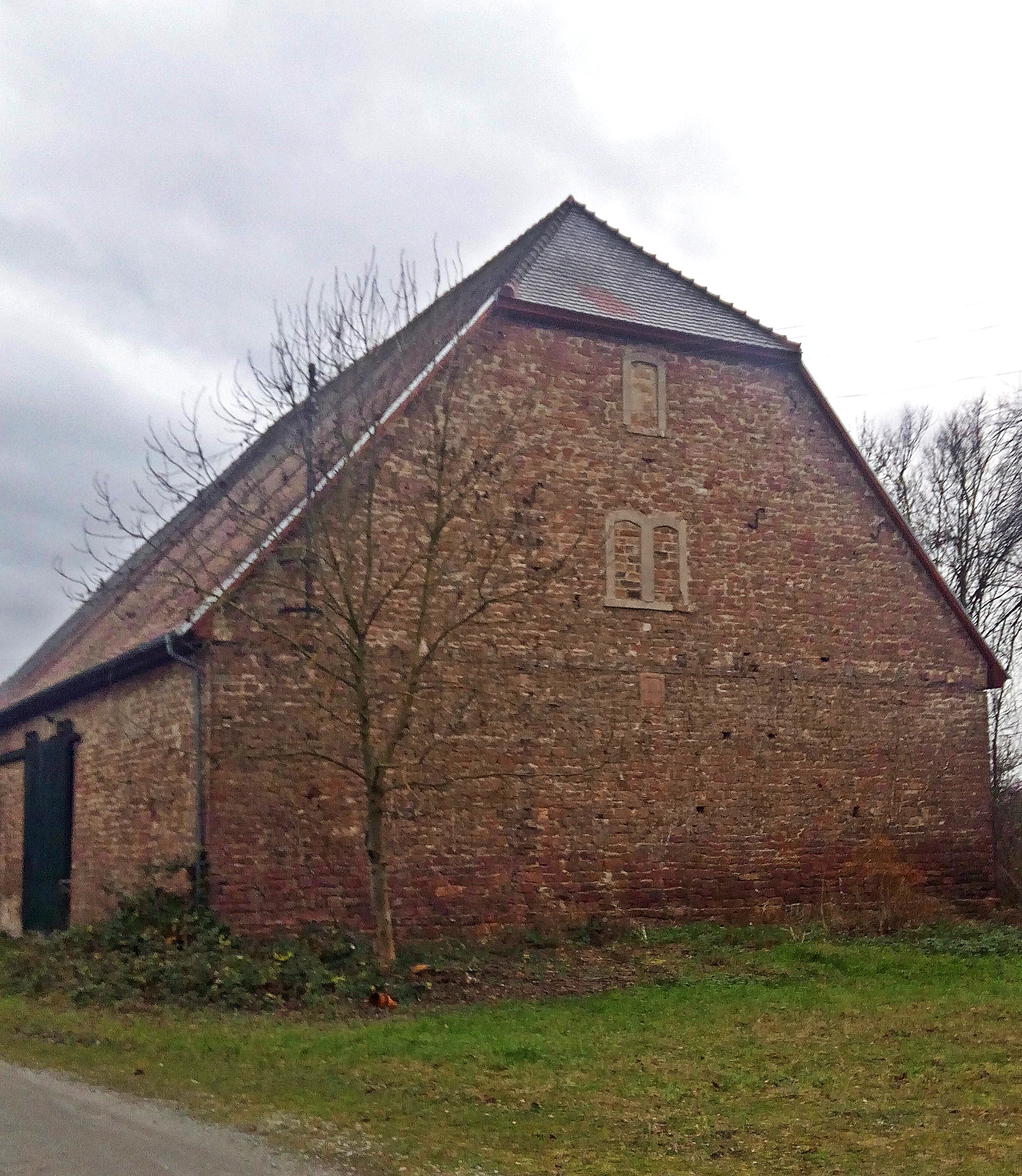
Scheune neben Haus Nr. 16, mit badischem Wappenstein von 1836